# حافظ اسد
حافظ اسد (۶ اکتبر ۱۹۳۰ – ۱۰ ژوئن ۲۰۰۰) سیاستمدار و نظامی سوری بود که از سال ۱۹۷۱ تا ۲۰۰۰ به عنوان هفدهمین رئیس‌جمهور سوریه فعالیت کرد. او همچنین فرمانده کل قوای نیروهای مسلح سوریه و دبیرکل حزب بعث سوریه محسوب می‌شد. حافظ اسد پیش‌تر نخست‌وزیر سوریه بود.
در سال ۱۹۷۰، ارتش حزب بعث سوریه به همراه نیروهایی از ارتش رسمی سوریه که تحت فرماندهی اسد بودند، علیه مابقیِ ارتش کشور کودتا کردند و حافظ اسد از این طریق به ریاست حکومت رسید. پس از آن، اسد به تصفیه ارتشی‌هایی که حاضر به تبعیت از او نبودند پرداخت، ارتش حزب و بازماندگان ارتش رسمی را ادغام کرد و چند سازمان اطلاعاتی‌امنیتی موازی در سوریه ایجاد کرد تا نظارت حداکثری بر ارتش و کنترل جامعه را برعهده داشته باشند. او سپس یک ارتش شخصی ۲۵ هزار نفری به نام گارد ریاست جمهوری سوریه ایجاد کرد تا اگر باز هم کودتایی رخ داد، از او و خانواده‌اش محافظت کنند. اسد به مدت ۳۰ سال (از ۱۹۷۰ تا ۲۰۰۰) رئیسِ حکومت بعث سوریه بود و ریاست جمهوریِ مادام‌العمر برای خود ایجاد کرد که در آن ارتش و سازمان‌های اطلاعاتی‌امنیتی بازوهای اعمال حاکمیت او بر کشور سوریه بودند.
طبق قوانینی که حافظ اسد وضع کرد، مجلس خلق سوریه و دولت به‌طور انحصاری در اختیار حزب بعث قرار گرفت و ارتش، سازمان‌های اطلاعاتی‌امنیتی و حزب بعث به‌طور تمام و کمال از شخص رئیس‌جمهور پیروی می‌کردند. او به عنوان رئیس‌جمهور مقامی فوق هر سه قوه داشت و حق وتوی مصوبات مجلس و کابینه و حتی قوه قضائیه برای خود ایجاد کرد؛ فرمان‌های ریاست جمهوری برای هر سه قوه لازم‌الاجرا و فصل‌الخطاب بودند. او قدرت حداکثری متمرکز و مطلقه ولی بدون امکان پاسخ‌گویی به مردم برای خودش در مقام ریاست جمهوریِ مادام‌العمر سوریه ایجاد کرد.
پس از مرگ حافظ اسد، حزب بعث سوریه جلسه‌ای تشکیل داد و فرزند او بشار اسد را به عنوان رئیس‌جمهور دولت بعث سوریه انتخاب کرد.

## زندگی

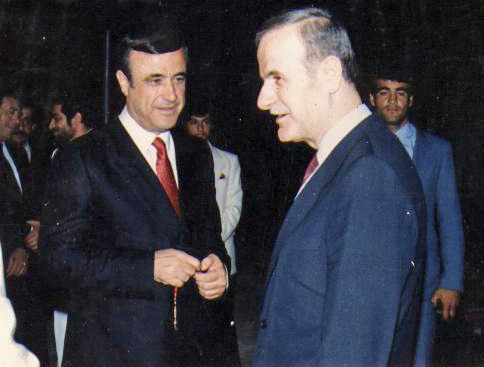
حافظ اسد (رئیس‌جمهور دولت بعث سوریه) و برادرش رفعت (معاون رئیس‌جمهور)

حافظ اسد در سال ۱۹۳۰ به دنیا آمد. پس از طی تحصیلات مقدماتی، وارد دانشکده خلبانی شد و پس از مدتی خدمت در ارتش در نیروی هوایی سوریه به درجه ژنرالی رسید و پس از طی مقاماتی چون وزیر دفاع و فرمانده نیروی هوایی، نخست‌وزیر، دبیرکل حزب بعث، از ماه مارس ۱۹۷۱ با کودتا رئیس‌جمهور سوریه شد.
وی در کودتای سال ۱۹۶۳ حزب بعث مشارکت داشت و پس از آن به فرماندهی نیروی هوایی سوریه رسید. در ۱۹۶۶، اسد و دوستانش کودتای دیگری علیه جناح سنتی حزب بعث ترتیب دادند که به قدرت گرفتن شاخه رادیکال نظامی بعث به رهبری صالح جدید منجر شد و اسد در دولت جدید به عنوان وزیر دفاع منصوب شد. او در سال ۱۹۷۰ در کودتای دیگری صالح جدید را سرنگون کرد و زان‌پس تا هنگام مرگش، با وجود حاکمیت به اصطلاح مبتنی بر دموکراسی، حاکم بلامنازع سوریه شد.
اسد در دوران حکومت خود گرایش‌های رادیکالی حکومت بعث را کاهش داد، میزان بیشتری از مالکیت خصوصی در نظام اقتصادی کشور ایجاد کرد و روابط سوریه را با کشورهای عربی، که از نظر پیشینیانش ارتجاعی محسوب می‌شدند، بهبود داد، اتحاد با شوروی را در تمام دوران جنگ سرد حفظ کرد و، در عوض، از حمایت آن‌ها علیه اسرائیل بهره‌مند شد.

## دیکتاتوری نظامی

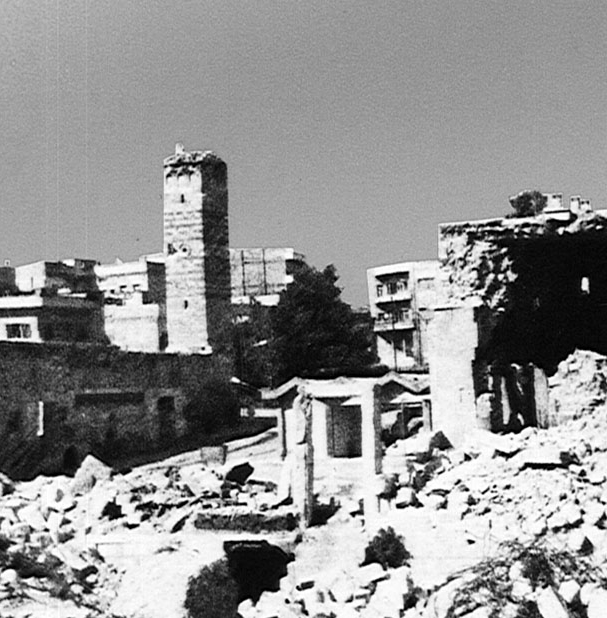
ویرانه‌های مربوط به مدتی بعد از قتل‌عام بین ۱۷ تا ۴۰ هزار مردم غیرنظامی سوریه در جریان کشتار حما توسط نظامیان حزب بعث.

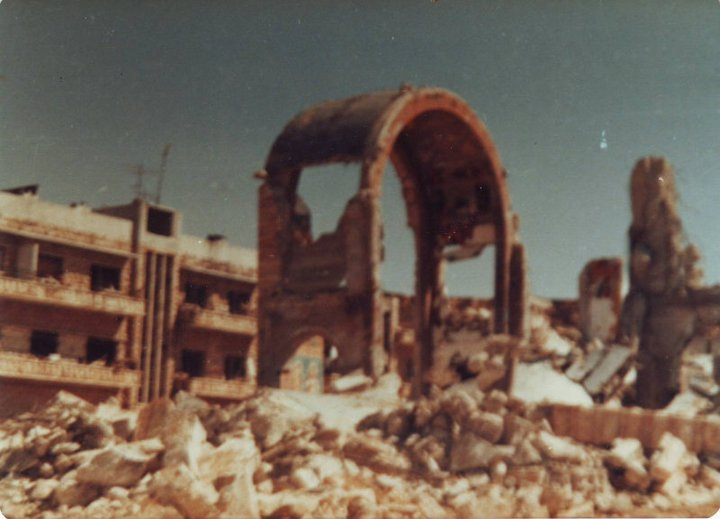
ویرانه‌های مربوط به مدتی بعد از قتل‌عام بین ۱۷ هزار تا ۴۰ هزار مردم غیرنظامی سوریه در جریان کشتار حما توسط نظامیان حزب بعث

منتقدان حافظ اسد دولت او و اساساً حاکمیت حزب بعث را مبتنی بر دیکتاتوری نظامی می‌دانند و از کشتارهای حما و زندان تدمر به‌عنوان نمود آن نام می‌برند، و یادآور می‌شوند که اگرچه سیاست خارجی حافظ اسد در تضاد با صدام حسین در عراق بود (به طوری که حافظ اسد مهم‌ترین متحد نظامی ایران در جنگ ایران و عراق بود) و همه‌جا با وی مخالفت می‌کرد، سیاست داخلیِ او کاملاً شبیه به آنِ صدام بود: تأسیس ارتش شخصی برای خود به‌نام گارد ریاست جمهوری و تک‌حزبی کردن حکومت و وضع قوانین برای مطلقه کردن قدرت ریاست‌جمهوری مادام‌العمر.

### کشتار حما
کشتار حما یک عملیات نظامی در فوریه ۱۹۸۲ بود که با یورش همه‌جانبهٔ نیروهای مسلح حزب بعث به شهر حما به منظور سرکوب شورش مخالفان حکومت حزب بعث سوریه و دولت حافظ اسد صورت گرفت. رفعت اسد، برادر حافظ، فرماندهی این عملیات را برعهده داشت و در این عملیات بنابر تخمین عفو بین‌الملل بین ۱۷۰۰۰ تا ۴۰۰۰۰ نفر از مردم غیرنظامی سوریه را به قتل رساند.

### کشتار زندان تدمر
رفعت اسد برای حفظ حکومت بعث سوریه کشتار زندان تدمر را نیز مرتکب شده است: یک روز پس از آن که فردی تلاش کرد حافظ اسد را ترور کند، با وجود ناموفق ماندن ترور، حزب بعث تصمیم به انتقام گرفت. به صورتی که قوای نظامی حزب و نیروهای گروهان دفاعی سوریه تحت فرماندهی رفعت اسد به زندان تدمر یورش بردند و تقریباً ۱۰۰۰ نفر از زندانیانی را که در حال گذراندن محکومیت خود بودند و نقشی در ترور نافرجام اسد نداشتند به قتل رساندند.

## کیش شخصیت‌پرستی
حافظ اسد با استفاده از امکانات دولتی یک فرقه شخصیت‌پرستی را ایجاد کرد: تصاویرش، که اغلب او را در حال انجام اقدامات قهرمانانه نشان می‌داد، در همه مکان‌های عمومی قرار داده می‌شد؛ تعداد بی‌شماری مکان و مؤسسه به افتخار او و برخی اعضای خانواده‌اش نام‌گذاری می‌شدند؛ سرودن اشعاری متملقانه دربارهٔ او را به دانش‌آموزان آموزش می‌دادند؛ معلمان ناچار بودند هر درس را با سرود «رهبر جاودانه ما حافظ اسد» آغاز کنند؛ در برخی موارد او تصویری خدایی از خودش ارائه می‌کرد؛ در کنده‌کاری‌ها و نقاشی‌ها او را در کنار پیامبر اسلام نشان می‌دادند؛ پس از مرگش دولت پرتره‌هایی از مادرش ساخت که هاله‌ای از نور او را دربر گرفته بود؛ مقامات سوری مکلف بودند از او چونان فردی مقدس یاد کنند و از او به عنوان یک فرد با بصیرت و متواضع یاد می‌شد که صرفاً رهبر کشور است. بعدها، رئیس‌جمهور بعدی دولت بعث سوریه، بشار اسد، نیز این کیش شخصیت‌پرستی را پی‌گرفت.

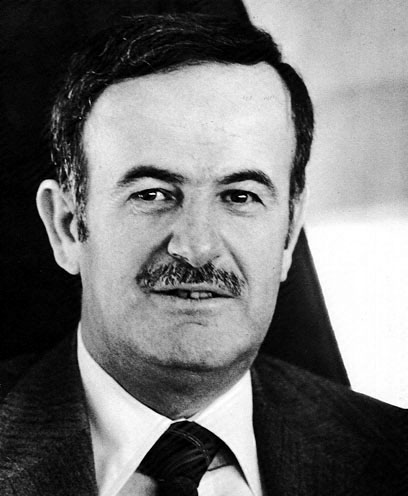
حافظ اسد

## اختلاف با حزب بعث عراق و مخالفت با صدام حسین
حزب بعث یک حزب فراملی بود و جناح‌های سوریه و عراق زیرمجموعه‌های آن بودند. در سال ۱۳۵۸، احمد حسن البکر، رئیس‌جمهور دولت بعث عراق، معاهداتی با دولت بعث سوریه امضا کرد که طبق آن‌ها هر دو کشور با هم متحد می‌شدند و حافظ اسد قائم‌مقام اتحادیه می‌شد. این ابتکار مقام صدام حسین را به خطر می‌انداخت. پس صدام پیشدستی کرد و با یک کودتای نرم و بدون خشونت رئیس‌جمهور البکر را در ۲۵ تیر ۱۳۵۸ مجبور به استعفا کرد و خود رسماً رئیس‌جمهور دولت بعث عراق شد. پس از آن، حافظ اسد و صدام حسین هر روز بیش از پیش اختلاف پیدا می‌کردند و رفته‌رفته به مخالفان یک‌دیگر تبدیل می‌شدند و حزب بعث دچار نوعی تجزیه شد. اختلافات میان حافظ اسد و صدام حسین آن‌قدر زیاد شد که این دو به مخالفان سیاسی و تبعید شدگان یک‌دیگر پناه می‌دادند و کمی بعد رسماً قطع رابطه کردند. در همین راستا، حافظ اسد در جنگ ایران و عراق رسماً جانب جمهوری اسلامی ایران را گرفت و تا هنگام مرگ نیز با تهران رفت‌وآمد منظم و ارتباط نزدیک داشت. او و صدام حسین مخالفان سیاسی یکدیگر بودند و یک‌دیگر را به خیانت به حزب بعث متهم می‌کردند و هریک خود را بعثی واقعی می‌نامید، اما شیوهٔ حاکمیتشان کاملاً مشابه هم بود: هر دو دولت خود را بر پایهٔ دیکتاتوری نظامی، حکومت تک‌حزبی و کیش شخصیت استوار کرده بودند و ارتباط نزدیکی بااتحاد جماهیر شوروی داشتند.

## ارتباط با جمهوری اسلامی ایران
در جنگ ایران و عراق، دولت حافظ اسد به‌دلیل اختلافات عمیق با دولت بعث صدام همواره از حکومت ایران حمایت می‌کرد و در عوض ایران نیز امتیازهای تجاری و اقتصادی قابل توجهی به حکومت بعث سوریه اعطا می‌کرد که یکی از آن‌ها صادرات یک میلیارد دلار نفت خام رایگان به سوریه ــ در مقابل مسدود کردن مسیر صادرات نفت عراق از خاک سوریه ــ بود. سوریه نیز اجازه استقرار نیروی سپاه پاسداران انقلاب اسلامی در خاک خود و نزدیکی مرز لبنان را داد تا از این طریق حزب‌الله لبنان مستقیماً از جانب ایران اداره شود.
سوریه حمایت از جمهوری اسلامی ایران را باعث تقویت بنیه روحی و نظامی خود در برابر اسرائیل و مسائل داخلی لبنان و مبارزه علیه حضور بیگانه در این کشور می‌دانست. مهم‌ترین کمک سوریه در جنگ ایران و عراق حمایت‌های سیاسی از ایران بود، چرا که موضع‌گیری‌های سوریه در کنفرانس کشورهای عربی مانع از شکل‌گیری جبهه متحد کشورهای عرب برضد جمهوری اسلامی ایران شد.

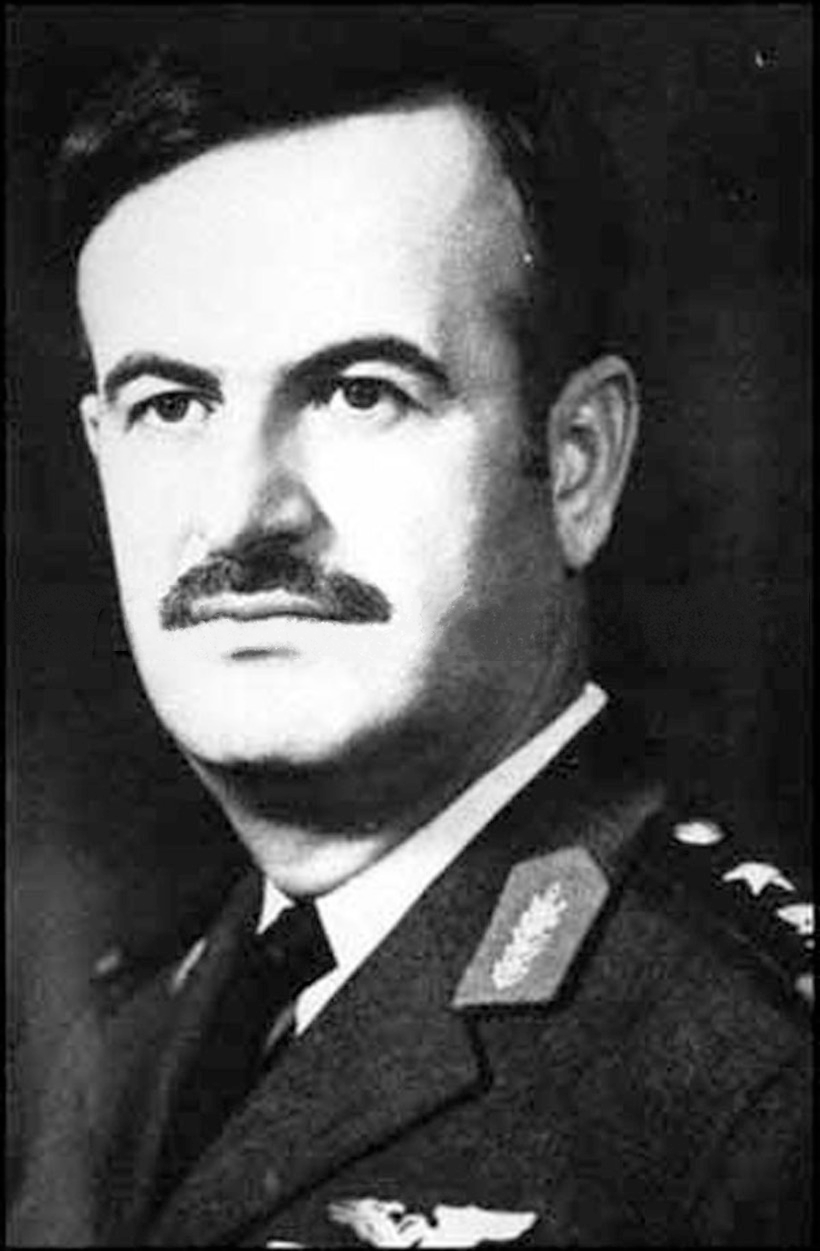
حافظ اسد در نوامبر ۱۹۷۰ در مقام رئیس‌الوزرا (نخست‌وزیر یا رئیس دولت)، با لباس نظامی

سوریه هیئتی از افسران سوری را به کشورهای بلوک شرق فرستاد تا تسلیحاتی را از این کشورها خریداری کند، سپس تسلیحات خریداری شده را مستقیماً در اختیار ایران قرار می‌داد تا این کشور تحریم‌های تسلیحاتی‌اش را دور بزند. این کشور بخشی از فرودگاه بین‌المللی دمشق را در اختیار جمهوری اسلامی ایران قرار داد، و حتی به حسن تهرانی مقدم و تیم ۵۰ نفره سپاه پاسداران موشک داد که همین موشک‌ها اولین جرقه‌های دانش موشک بومی در ایران بود. از آن‌جا که تیم ایرانی به‌دستور مستقیم حافظ اسد در مهم‌ترین پادگان موشکی این کشور استقرار یافته بود، تیم ایرانی از هر فرصتی برای آموزش بهره می‌برد، چنان‌که اعضایش بدون ممانعت کسی به زاغه‌های مهمات و انبارهای موشکی سرکشی می‌کردند تا از نحوه نگه‌داری موشک‌ها هم آگاه شوند.
حکومت دمشق برای حمایت کامل از ایران اطلاعات پایگاه‌های نظامیِ نیروهای عراقی و همچنین سلاح‌های روسی که عراق از آن‌ها استفاده می‌کرد را به تهران داد، و همین اطلاعات نقش مهمی در پیروزی‌های ایران در مقابل تهاجم صدام حسین داشت.

## خانواده
- رفعت اسد (برادر حافظ)
- جمیل اسد (برادر)
- باسل اسد (پسر)
- بشار اسد (پسر)
- ماهر اسد (پسر)
- بشری اسد (دختر)

## مرگ
در ۱۰ ژوئن ۲۰۰۰ و در سن ۶۹ سالگی، حافظ اسد هنگام مکالمه تلفنی با امیل لحود، رئیس‌جمهور لبنان، براثر حمله قلبی درگذشت. پس از مرگش، حزب بعث جلسه‌ای تشکیل داد و فرزندش بشار اسد را به‌عنوان رئیس‌جمهور بعدی دولت بعث سوریه انتخاب کرد. بشار اسد در همان اوایل دولت خود سفری به تهران کرد و علی خامنه‌ای، رهبر ایران، مرگ حافظ اسد را به او تسلیت گفت و تأکید کرد که: «جمهوری اسلامی ایران با درگذشت آقای حافظ اسد، یک دوست و برادر خوب را از دست داد، اما ادامهٔ راه وی به وسیلهٔ فرزند آن مرحوم، که یادآور شخصیت آقای حافظ اسد می‌باشد، مایه امیدواری است.» سپس بشار اسد نیز یادآور شد که مثل دولت حافظ اسد، «دمشق همواره و در تمام شرایط پشتیبان تهران خواهد بود، همان‌طور که در زمان جنگ ایران و عراق دولت بعث سوریه از دولت ایران حمایت کرد.»